# César Gracia Samper
César Gracia Samper   (València, 21 de maig de 1939), conegut afectuosament com a Cesarín, és un expilot de motociclisme de velocitat valencià que destacà en competicions estatals durant les dècades de 1950 i 1960. Considerat un dels millors de la seva època, el seu palmarès no li fa justícia i només una certa mala sort impedí que aconseguís més títols de campió. De fet, debutà guanyant-ne un que s'anul·là i en perdé quatre que tenia pràcticament assegurats, a banda d'haver estat el millor en cilindrades petites -com ara els 50 cc- justament quan no se'n disputava cap campionat estatal o internacional. Tot això, unit a la manca d'encert en moments clau (es quedà a Ducson i Montesa quan li caldria haver canviat a Derbi i Bultaco, fitxà per Lube quan la marca estava a punt d'enfonsar-se i desaprofità l'oportunitat que li brindà OSSA, cedint-li el lloc a Santi Herrero) feu que s'hagués de conformar amb un Campionat d'Espanya i cinc Subcampionats, més un Subcampionat d'Europa.

## Biografia
Nascut en ple barri del Carme, en una família d'arrels populars i d'esquerres (el seu avi fou Governador de València durant la Segona República espanyola), César és el gran de 3 germans. El seu pare, César Gracia Raga, tenia un taller de motocicletes al Carrer de Baix que arribà a ser servei oficial de Montesa. Gran afeccionat al motociclisme (fou subcampió d'Espanya de 125cc el 1952), el pare traspassà la seva passió als seus fills César i Manolo (3 anys més jove) i els portava sovint a veure les curses en què participava. Durant el Trofeu de Falles de 1950 construí un sidecar i el muntà en una moto Soriano amb la qual els dos petits obriren el circuit situat a l'Albereda de València.

### 1957, debut en competició
Després d'aprendre mecànica al taller de son pare, César Gracia fill debutà en competició el 1957 amb un velomotor OSSA 50cc que li deixà un amic, corrent i guanyant la seva primera cursa al Trofeu de Falles celebrat al Passeig al Mar. Era una cursa puntuable per al Campionat d'Espanya Afeccionats Velomotors 50cc. En la segona, dins el Trofeu de la Magdalena de Castelló de la Plana, fou segon després d'haver lluitat amb tres pilots oficials de la marca. En veure-ho l'amo d'OSSA, Manuel Giró, decidí patrocinar-lo de cara a la tercera cursa a Sevilla, on fou també segon. Passades quatre curses encapçalava la classificació general, però en no celebrar-se les cinc mínimes establertes el campionat s'anul·là i es quedà sense títol.
El 1958, OSSA es retirà de les competicions i Gracia es quedà sense ajuda, però uns amics li regalaren l'equipament i el seu "padrí" José Monfort (tot i no estar batejat, César li deia així) li comprà una Montesa Brío 91 amb la qual disputà el campionat "125 Turisme de Sèrie" (conegut també com a "125 Afeccionats"), amb tan mala sort que després de la segona cursa agafà una pneumònia per culpa d'un refresc gelat i no reaparegué fins a la tardor, fent bones actuacions però sense poder ja optar al títol.

### 1959, Campió de 125cc
El 1959 es vengué la Brio 91 i es comprà una Brío 110, però després s'assabentà que aquella moto no era homologable per al campionat "125 Turisme de Sèrie". José Monfort pogué recuperar la seva antiga Brio 91 i els dies de cursa li la canviava per la 110, però aleshores no podia competir en condicions en categories superiors, amb la qual cosa decidí córrer també curses de velomotors amb un Motobic i un Setter.
En 125cc guanyà força curses i acabà conquerint el títol en dura lluita amb l'equip oficial de Montesa, format per Jaume Bordoy (que fou subcampió), Maurici Aschl (tercer) i Molina. Tot i ser inferior a les dels seus rivals, amb la Brio 91 feu també un bon paper a la categoria de 175 Comercial. Els seus resultats li obriren les portes de Montesa, que li oferí córrer les 24 Hores de Montjuïc amb una Brio 110, formant equip amb Ángel Sanjuan. Hi feren molt bon paper, anant vuitens a les 12 de la nit, però caigueren tots dos (César es trencà el nas) i tanmateix acabaren en setzena posició final.
Com a premi a la seva temporada, la RFME (federació estatal), l'inclogué en l'equip de pilots que enviava de gira a l'Uruguai amb Paco González a finals d'any. Per a la gira, Leopold Milà li preparà una Brio 110 a mida, amb xassís modificat, dipòsit llarg i amortidors Telesco tipus "llapis", amb la qual guanyà a Colonia del Sacramento i fou segon a Montevideo rere González.

### 1960, oficial de Montesa i Ducson
Pere Permanyer, l'amo de Montesa, li compensà econòmicament la temporada i el fitxà oficialment per a 1960, tot oferint-li motos, sou, primes de desplaçament i premis dobles. Al mateix temps, Gracia aconseguí un acord similar (llevat del sou) amb Ducson per a córrer en cilindrades petites, gràcies als contactes dels germans Mira de RMH amb la marca de Mollet, de la qual n'eren distribuïdors.
Segons César Gracia, les Ducson de 50, 60 i 75cc han estat les millors motos que mai pilotà, aconseguint-hi més de 30 victòries. Malauradament, fins a 1966 no hi hagué Campionat estatal de 50cc i no pogué, doncs, augmentar el seu palmarès. Les Montesa eren una altra cosa, ja que havent-se'n anat Francesc Xavier Bultó la seva tecnologia no havia evolucionat prou. Tot i així, després de lluitar molt amb Jordi Sirera i guanyar força curses, quedà subcampió de 125cc. En cilindrades petites, guanyà totes les curses en què participà amb les Ducson.
El 1961 hagué de fer el servei militar. Amb Ducson seguí liderant les petites cilindrades, però Montesa aquell any se centrà a desenvolupar el seu nou model, la Impala, i amb les Brio cada cop costava més de superar les Bultaco (Tralla, TS i TSS), que acabaren guanyant el títol estatal amb Paco González, essent Gracia subcampió després de guanyar força curses. Aquell any fou novè al Gran Premi d'Espanya de 125cc, disputat al Circuit de Montjuïc, i a les 24 Hores formà parella amb Josep Maria Busquets, acabant-hi en setena posició absoluta (tercers en 125cc). Amb Ducson sortia a victòria per cursa i guanyava tots els Trofeus i Campionats territorials en què participava, així com la prova que es disputà a Saragossa puntuable per a la Copa d'Europa de 50cc (l'avantsala del Mundial de 50cc, que s'inaugurà el 1962).

### 1962, oportunitats perdudes
El 1962 cometé potser un dels seus pitjors errors, en rebutjar diverses ofertes de Derbi i quedar-se a Ducson. Segons explicà, seguia considerant millors les motos d'aquesta marca, i a més a més es trobava molt còmode al seu equip oficial, on era tractat com a primer pilot tot i tenir-hi companys del nivell de Pere Auradell, Jaume Bordoy, Ricard Fargas i Ramon Torras. Mentrestant, el seu amic Josep Maria Busquets començà a destacar internacionalment amb Derbi aquell mateix any.
Aquella temporada, Enric Sirera guanyà la pujada de muntanya a Vallvidrera amb la nova Impala i Montesa decidí retirar-se fins a enllestir el model. A Gracia li oferiren deixar-li motos menys competitives a l'espera que el nou projecte estigués a punt, donant-li plena llibertat per a canviar d'equip. Com que, simultàniament, Luis Bejarano (l'amo de la basca Lube) li havia fet una oferta fabulosa per a l'època, Gracia decidí d'acceptar-la. Hi influí el fet que aquell any havia deixat passar també un acord amb Bultaco perquè Bultó no li volia concedir la distribució de la marca al País Valencià (en tenir-la ja Paco González). Aquesta condició sí que li la concedí Lube.
El 1962 arribà també a un acord amb Eusebi Andreu Virgili, a qui havia conegut el 1961, per a pilotar les seves Ducati Mototrans en altres cilindrades que no interferien amb les Ducson i Lube. Aquell fou l'any de l'inici del seu declivi, a causa de la pèssima resposta de les Lube i la pèrdua de competitivitat de les Ducson enfront de les més innovadores Derbi. Guanyà encara força curses amb la Ducson davant de Josep Maria Busquets i la seva Derbi, però amb la Lube no hi havia res a fer, arribant a una situació insostenible amb la marca, tip que no li fessin cas quan els demanava millores.
A començaments de 1963 Lube feu finalment cas de les seves exigències després de veure com guanyava al seu company d'equip Santi Herrero en dues curses amb sengles Ducati de menor cilindrada. A partir d'aleshores les Lube milloraren i l'equip oficial (format per Gracia, Manuel Esteban i Santi Herrero) començà a obtenir bons resultats, decidint-se a competir per Europa. Entre 1963 i 1964 César Gracia disputà diverses curses internacionals a Clarmont-Ferrand, Imola, Mòdena i Pau amb la Lube i la Ducson, aconseguint-hi bons resultats. Arribà a córrer fins i tot amb una Derbi que li deixà Simeó Rabasa en no haver-hi cap Ducson disponible a la fàbrica de Mollet.
El 1963, al Gran Premi d'Espanya de 50cc celebrat a Montjuïc, fou sisè amb una Ducson antiga, ja que el prototipus més modern s'avariava massa. Més tard tornà a participar amb Busquets a les 24 Hores, als comandaments d'una Impala 250, assolint el tercer lloc absolut i el Subcampionat d'Espanya de resistència.
El 1964, tant Ducati com Ducson decidiren retirar-se de les competicions. Només li quedava la Lube, que tot i que havia millorat no pogué fer res davant el tàndem Ramon Torras-Bultaco TSS, que aquell any abassegaren. Tot i així, encara guanyà alguna cursa i fou Subcampió estatal júnior rere Torras.

### 1965, l'ensulsiada
El 1965 fou l'any en què tot se li enfonsà. Lube entrà en una profunda crisi que n'acabà provocant el tancament i durant el campionat estatal anaven provant invents sense èxit. Gracia veié que no hi havia res a fer i abandonà el campionat, passant a córrer només al País Valencià. En un intent d'evitar l'irreversible fracàs comercial de la marca (que seguí a l'esportiu) aquell any participà amb els seus models en tota mena de disciplines, des de motocròs a regularitat passant per pujades de muntanya i ral·lies, amb bons resultats que no serviren de res: Lube acabà tancant i el seu negoci de distribuïdor de la marca feu fallida, havent de respondre'n financerament. Abans, però, repetí parella amb Busquets a les 24 Hores, arribant a encapçalar la cursa durant setze hores seguides, fins que per culpa de problemes tècnics hi acabaren quarts (segons a 250cc) i altre cop Subcampions estatals.

### 1966, retirada
Desenganyat, el 1966, a només 26 anys, decidí retirar-se i en fer-ho desaprofità potser la millor ocasió de la seva carrera: l'oferta d'OSSA, que aquell any tornava a les curses amb el revolucionari motor de vàlvula rotativa que estava desenvolupant Eduard Giró. El varen cridar a ell per les seves grans dots de pilot provador, però estava a punt de casar-se, encara lluitava pel seu negoci i feia un any que no competia al màxim nivell, motius que el feren rebutjar l'oferta. En demanar-li Giró qui el podria suplir, Gracia els recomanà Salvador Cañellas, Ángel Nieto i especialment Santi Herrero, qui fou finalment l'escollit. Com a antic company seu a Lube, Gracia l'acompanyà a Barcelona a signar el contracte amb OSSA i aconseguí de passada la representació de la marca a València. Més tard aconseguí també la de MV Agusta i la dels ciclomotors Honda, però fou debades, ja que el 1970 hagué de tancar definitivament. Fou l'any que el seu antic company Herrero, que havia entrat a OSSA gràcies a ell, es morí al Tourist Trophy de l'Illa de Man mentre anava en camí de guanyar el mundial amb la 250 monocasc.

## Actualitat
Un cop retirat de la carrera esportiva, César Gracia treballà de cap de recanvis de Chrysler i de Ford i actualment porta la gestió comercial de recanvis en un concessionari Volvo. El seu germà Manolo continua en el negoci familiar, situat ara al Passeig de la Petxina, i els fills dels dos germans desenvolupen també la seva tasca professional en el món del motor: el de César com a tècnic de suspensions i el de Manolo portant la part comercial del taller fundat pel seu avi.

## Palmarès

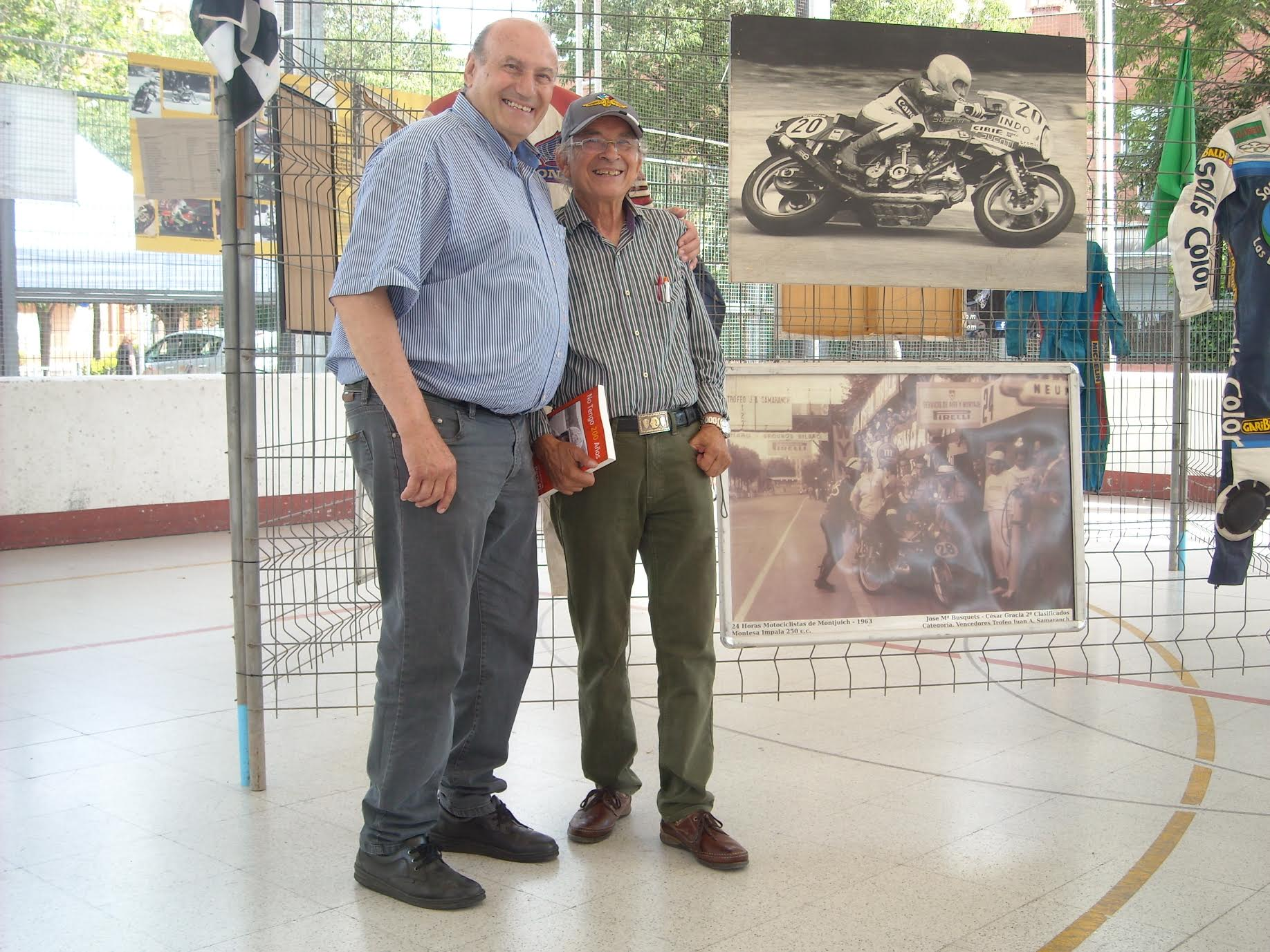
Amb Josep Isern el 2015, durant la II Llotja del Vehicle Clàssic de Mollet

| Any          | Motocicleta  | Campionat d'Espanya | Campionat d'Espanya | Campionat d'Espanya | 24H de Montjuïc |
| Any          | Motocicleta  | Velocitat 125cc     | Velocitat 50cc      | Resistència         | 24H de Montjuïc |
| ------------ | ------------ | ------------------- | ------------------- | ------------------- | --------------- |
| 1957         | OSSA         | -                   | -                   | -                   | -               |
| 1958         | Montesa      | -                   | -                   | -                   | -               |
| 1959         | Montesa      | 1r                  | -                   |                     | 16è             |
| 1960         | Montesa      | 2n                  | -                   |                     |                 |
| 1961         | Montesa      | 2n                  | -                   |                     | 7è              |
| 1962         | Lube/Montesa | -                   | -                   |                     |                 |
| 1963         | Lube/Montesa | -                   | -                   | 2n                  | 3r              |
| 1964         | Lube/Montesa | 2n                  | -                   |                     |                 |
| 1965         | Lube/Montesa | -                   | -                   | 2n                  | 4t              |
| Total títols | Total títols | 1                   | 0                   | 0                   |                 |

Notes
1. ↑   Perdé el títol de Campió de "50cc Afeccionats" en anul·larse el campionat
2. ↑   Temporada en blanc per pneumònia